# Dantewada (huyện)
Huyện Dantewada là một huyện thuộc bang Chhattisgarh, Ấn Độ. Thủ phủ huyện Dantewada đóng ở Dantewada. Huyện Dantewada có diện tích 17538 ki lô mét vuông. Đến thời điểm năm 2001, huyện Dantewada có dân số 719065 người.